# 哈哈乡
哈哈乡，是中华人民共和国四川省凉山彝族自治州冕宁县曾经下辖的一个乡。2019年12月，撤销哈哈乡，原哈哈乡阿始乐村、草西乐村所属行政区域划归高阳街道管辖，原哈哈乡那甲瓦村、哈哈村、木拉乐村所属行政区域为若水镇的行政区域。

## 行政区划
哈哈乡撤销前下辖以下地区：
草西乐村、阿始乐村、哈哈村、木拉乐村和那甲瓦村。